# 倒骑驴
倒骑驴， 又称倒三轮, 是一种前置开放式载货区域的三轮车。多数倒骑驴由人力驱动，亦有一小部分倒骑驴由电机或摩托车发动机驱动。倒骑驴多用于市区内小型货物运输，常见于中国东北地区。

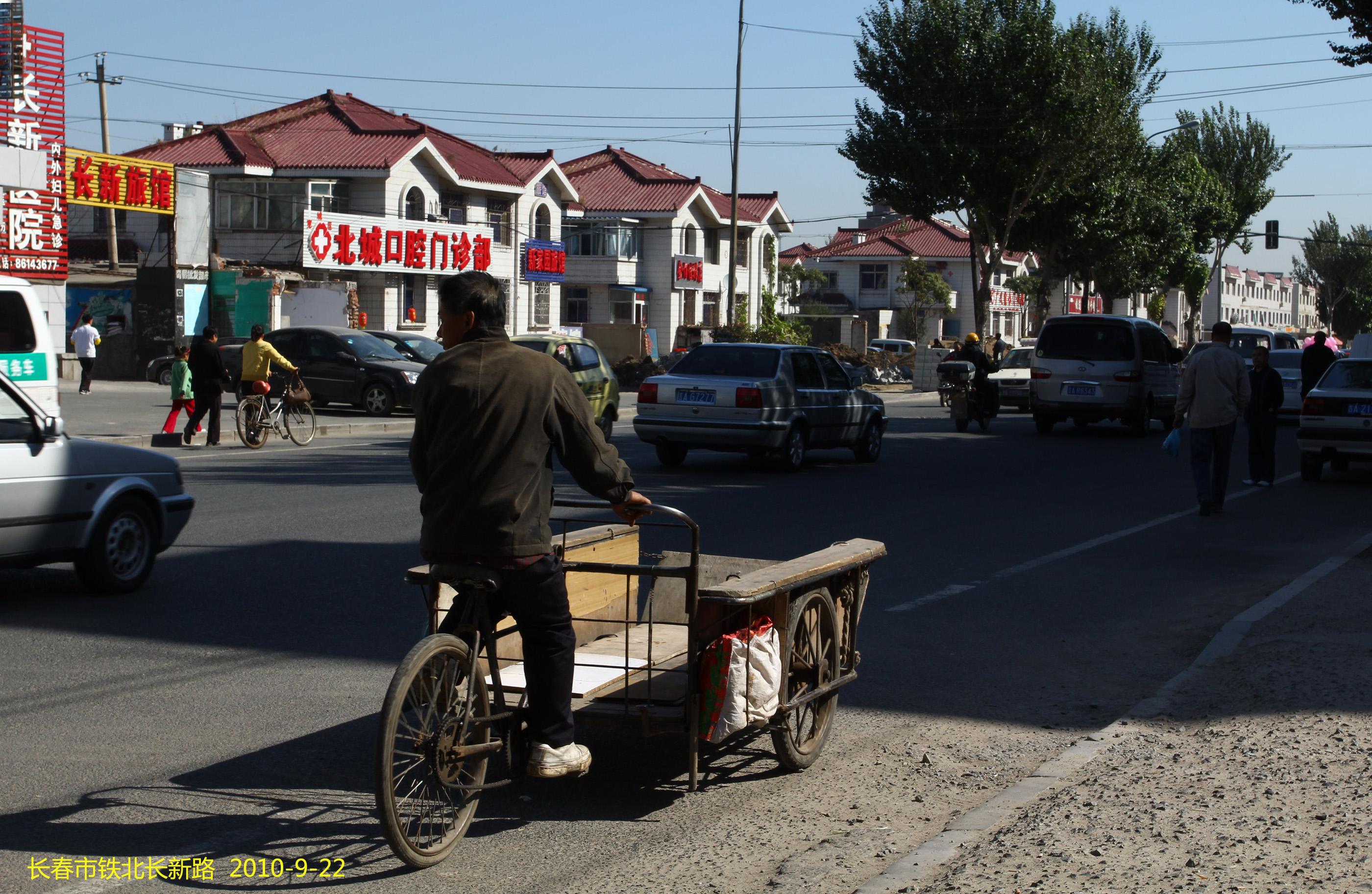
一辆正在骑行的倒骑驴，摄于吉林省长春市

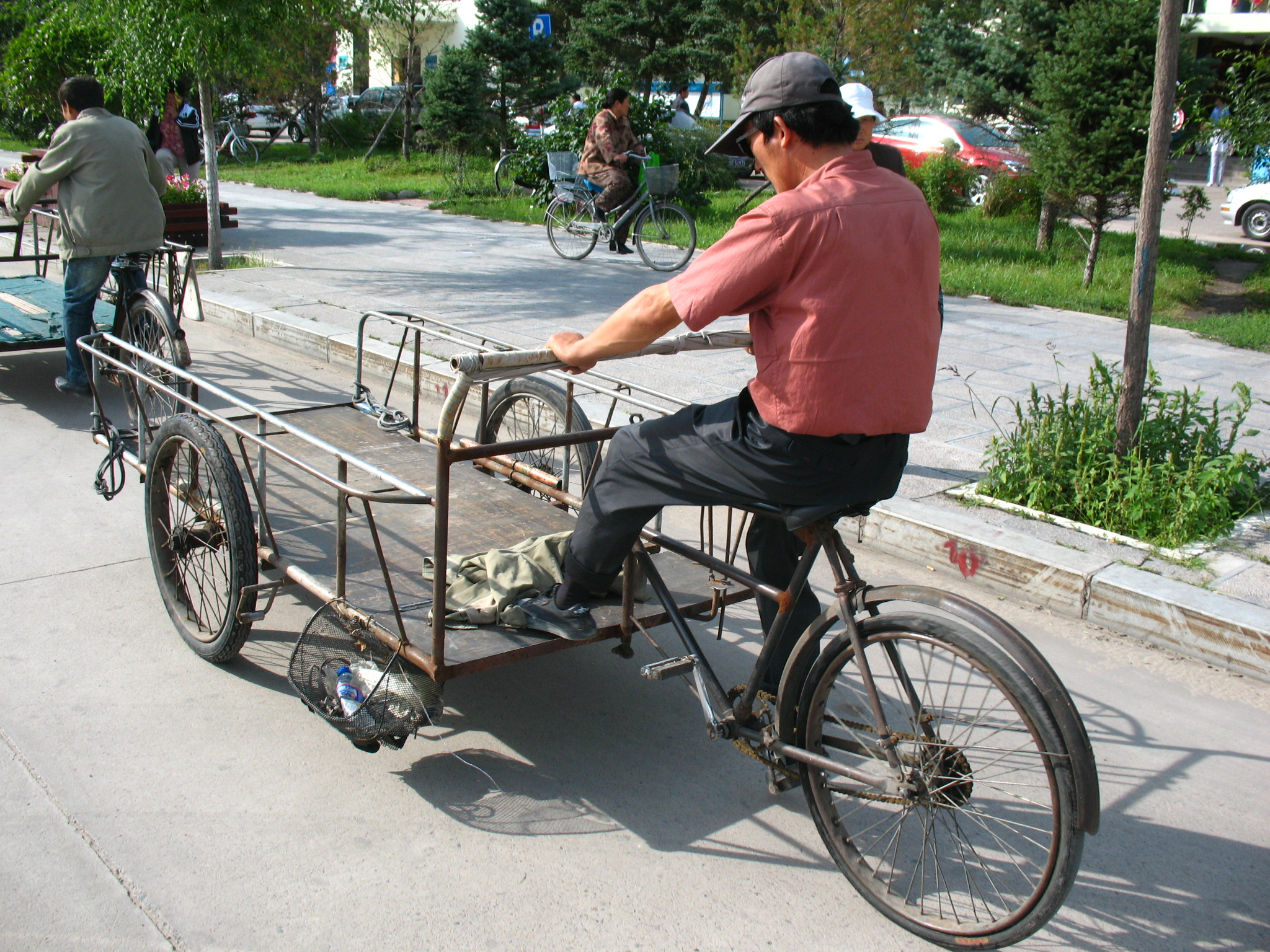
两辆倒骑驴，摄于内蒙古自治区呼伦贝尔市海拉尔区